# Grant Hackett
Grant Hackett (Gold Coast (Queensland), 9 mei 1980) geldt in zijn geboorteland Australië als de erfopvolger van de legendarische lange-afstandszwemmer op de vrije slag, Kieren Perkins. De pupil van trainer-coach Denis Cotterell heeft meerdere wereldrecords op zijn naam staan; een voor een op de (midden)lange afstanden.
Hacky maakte zijn internationale seniorendebuut in 1997 bij de wereldkampioenschappen kortebaan (25 meter) in Göteborg. Zijn stormachtige entree in het zwemmen viel samen met de opmars van een ander fenomeen, zijn generatiegenoot Ian Thorpe. Hackett is sinds 1997 ongeslagen op de marathon onder de zwemnummers, de 1500 meter vrije slag.
Eind 2005 roept het Amerikaanse blad Swimming World Hackett uit tot beste zwemmer van 2005. Hij kaapt daarmee de prijs net weg voor de neuzen van de Amerikanen Michael Phelps en Aaron Peirsol.

## Internationale toernooien
| Jaar | Olympische Spelen                                                                                             | WK langebaan                                                                               | WK kortebaan                                           | PanPacs | Gemenebestspelen                                                                             |
| ---- | --- | ------------------------------------------------------------------------------------------ | ------------------------------------------------------ | --- | -------------------------------------------------------------------------------------------- |
| 1997 | |                                                                                            | 400m vrije slag · 1500m vrije slag · 4x200m vrije slag | 400m vrije slag · 800m vrije slag · 1500m vrije slag · 4x200m vrije slag                                       |                                                                                              |
| 1998 | | 400m vrije slag · 1500m vrije slag · 4x200m vrije slag                                     |                                                        | | 400m vrije slag · 1500m vrije slag                                                           |
| 1999 | |                                                                                            | 400m vrije slag · 1500m vrije slag                     | 1500m vrije slag · 4x200m vrije slag                                                                           |                                                                                              |
| 2000 | 8e 200m vrije slag · 7e 400m vrije slag · 1500m vrije slag · 4x200m vrije slag · Hackett zwom enkel de series |                                                                                            | geen deelname                                          | |                                                                                              |
| 2001 | | 400m vrije slag · 800m vrije slag · 1500m vrije slag · 4x200m vrije slag                   |                                                        | |                                                                                              |
| 2002 | |                                                                                            | 400m vrije slag · 1500m vrije slag · 4x200m vrije slag | 200m vrije slag · 400m vrije slag · 800m vrije slag · 1500m vrije slag · 4x100m vrije slag · 4x200m vrije slag | 200m vrije slag · 400m vrije slag · 1500m vrije slag · 4x100m vrije slag · 4x200m vrije slag |
| 2003 | | 200m vrije slag · 400m vrije slag · 800m vrije slag · 1500m vrije slag · 4x200m vrije slag |                                                        | |                                                                                              |
| 2004 | 5e 200m vrije slag · 400m vrije slag · 1500m vrije slag · 4x200m vrije slag                                   |                                                                                            | geen deelname                                          | |                                                                                              |
| 2005 | | 200m vrije slag · 400m vrije slag · 800m vrije slag · 1500m vrije slag · 4x200m vrije slag |                                                        | |                                                                                              |
| 2006 | |                                                                                            | geen deelname                                          | geen deelname                                                                                                  | geen deelname                                                                                |
| 2007 | | 400m vrije slag · 6e 800m vrije slag · 7e 1500m vrije slag                                 |                                                        | |                                                                                              |
| 2008 | 6e 400m vrije slag · 1500m vrije slag · 4x200m vrije slag                                                     |                                                                                            | geen deelname                                          | |                                                                                              |

## Persoonlijke records

### Kortebaan
| Afstand          | Tijd     | Datum           | Plaats    |
| ---------------- | -------- | --------------- | --------- |
| 200m vrije slag  | 1.42,48  | 6 december 2002 | Melbourne |
| 400m vrije slag  | 3.34,58  | 18 juli 2002    | Sydney    |
| 800m vrije slag  | 7.23,42  | 20 juli 2008    | Melbourne |
| 1500m vrije slag | 14.10,10 | 7 augustus 2001 | Perth     |

### Langebaan
| Afstand          | Tijd     | Datum         | Plaats   |
| ---------------- | -------- | ------------- | -------- |
| 200m vrije slag  | 1.45,61  | 27 maart 2004 | Sydney   |
| 400m vrije slag  | 3.42,51  | 22 juli 2001  | Fukuoka  |
| 800m vrije slag  | 7.38,65  | 27 juli 2005  | Montreal |
| 1500m vrije slag | 14.34,56 | 29 juli 2001  | Fukuoka  |